# Astragalus riparius
Astragalus riparius är en ärtväxtart som beskrevs av Rupert Charles Barneby. Astragalus riparius ingår i släktet vedlar, och familjen ärtväxter. Inga underarter finns listade i Catalogue of Life.